# The Choice of Hercules

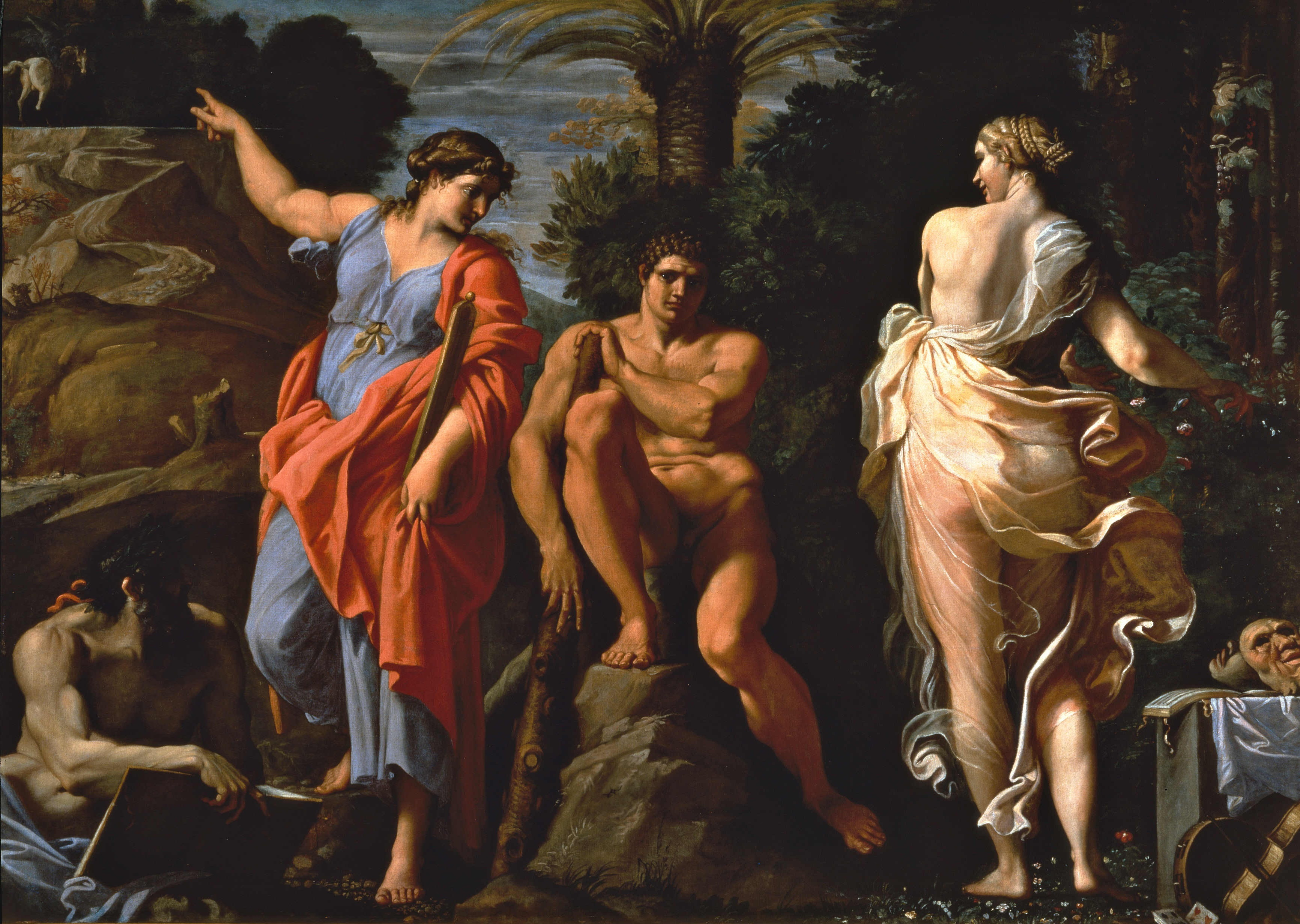
La elección de Hércules, cuadro de Annibale Carracci (1596).

The Choice of Hercules ("La elección de Hércules", HWV 69) es un oratorio en un acto (tres escenas) de Georg Friedrich Händel. Händel produjo la partitura entre el 28 de junio y el 5 de julio de 1750. La primera representación tuvo lugar el 1 de marzo de 1751 en el Covent Garden Theatre, Londres. El libreto deriva del poema (1743) de Robert Lowth pero revisado, probablemente, por Thomas Morell.
La historia se centra en la Elección de Hércules, en que el joven Hércules debe decidir entre los caminos del placer y de la virtud. Están representadas por dos mujeres que representan sus diversos argumentos a Hércules, y su confusión se articula en el trío Where shall I go?. El mito clásico de "la elección de Hércules," tal como se narra por el sofista ateniense del siglo V Pródico (Jenofonte Memorabilia 2.1.21-34), anticipa que Hércules elegirá seguir el camino de la Virtud. Y, de hecho, el Coro canta (Coro, 24) que "Virtue will place thee in that blest abode, Crown'd with immortal youth, Among the gods a god!" ("La virtud te colocará entre los benditos en lo alto, coronado con juventud inmortal, ¡un dios entre los dioses!")
El personaje del Attendant on Pleasure ("Ayudante en el Placer") se presenta en esta versión de la Elección de Hércules y complica la decisión de Hércules (Aria, 16).
Una representación típica dura casi 50 minutos.
La obra incluye el aria destacada Yet can I hear that dulcet lay.

## Personajes
- Hercules (Hércules, mezzosoprano)
- Pleasure (Placer, soprano)
- Virtue (Virtud, soprano)
- An Attendant on Pleasure (Un audante en el Placer, tenor)
- Chorus (Coro)